# صلصة إكس أو

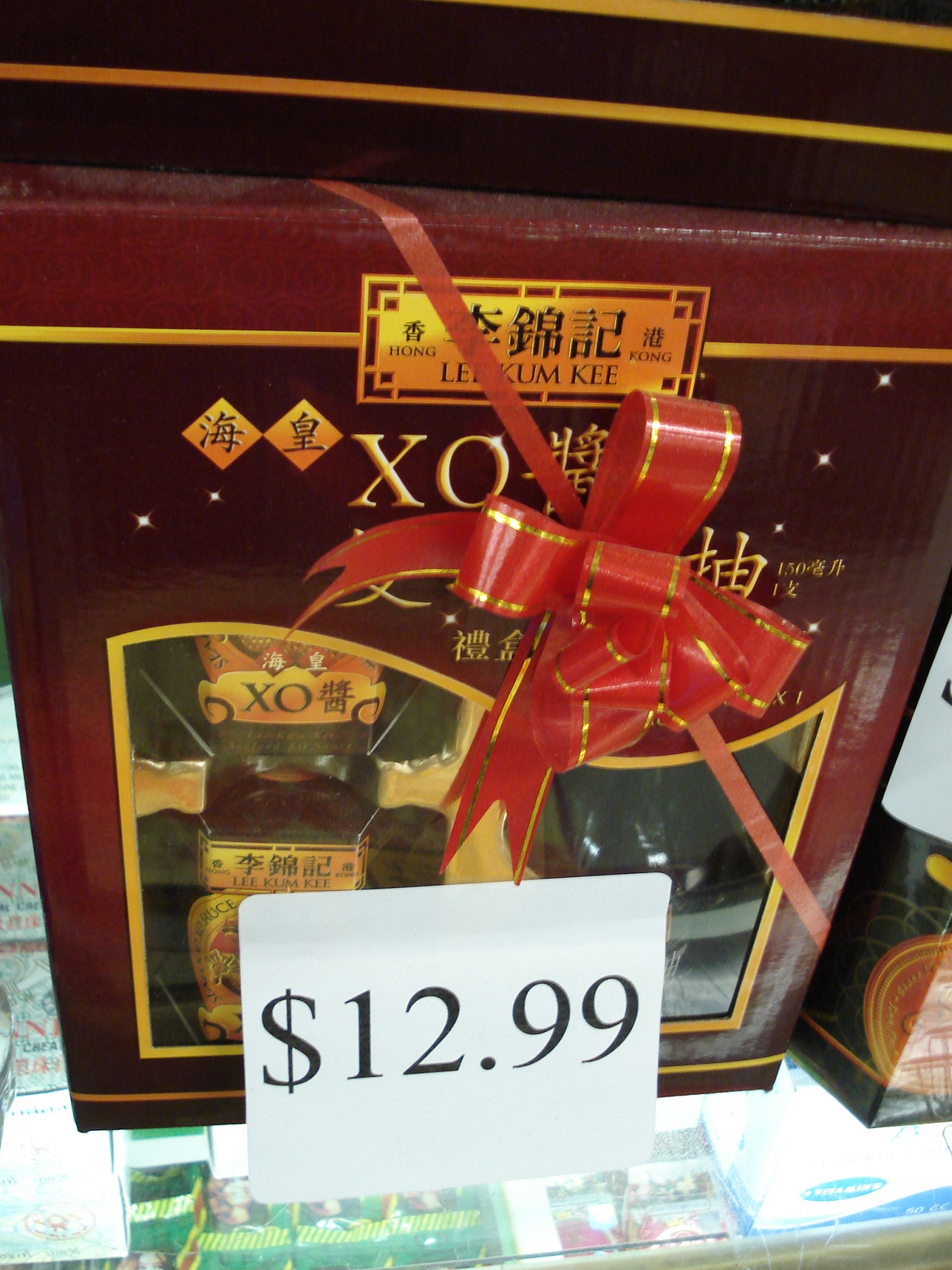
صندوق من صلصة إكس أو.

صلصة إكس أو هي صلصة مأكولات بحرية حارة. تم تطوير هذه الصلصة في مطبخ هونغ كونغ الذي يتبع للمطبخ الكانتوني في منطقة جنوب الصين. تصنع الصلصة من مواد بحرية مجففة ومفرومة، مثل الإسكالوب، سمك مجفف والروبيان ثم يتم طبخها مع الفلفل الحار، البصل، الثوم والزيت. كانت هذه الصلصة مقصورة في السابق على مطاعم المأكولات البحرية المرموقة، إلا أنه اليوم من الممكن العثور عليها كمنتج مسبق الصنع على رفوف محلات البقالة.

## المكونات
المكونات النموذجية لصلصة إكس أو تشمل ما يلي :
- بصل مفروم.
- إسكالوب مجفف.
- شطة حمراء طازجة.
- فلفل أسود مطحون.
- لحم مجفف.
- روبيان مجفف ومقطع.
- ثوم مفروم.
- زيت بذر اللفت.
- سمك مملح.
- روبيان صغير مجفف غير مقطع.